# ロックン・ロール・ニガー
「ロックン・ロール・ニガー」（Rock N Roll Nigger）は、パティ・スミス・グループが1978年に発表した楽曲。蔑称の「Nigger」がタイトルで使われるとともに、繰り返し歌われるため、本作品は常に論争を呼んでいる。2022年10月には、カバー・バージョンを除いて、すべてのストリーミングサービスから配信が停止された。

## 概要
パティ・スミスとグループのギタリストのレニー・ケイによって書かれた。スミスは「ニガー」を反抗的で名誉なアウトサイダーの意味でしばしば使っており、本作品においては自己と同一視している。スティーヴン・ダンカムとマックスウェル・トレンブレイは共著『White Riot: Punk Rock and the Politics of Race』の中で、スミスはノーマン・メイラーのエッセイ『The White Negro』の流儀を引き継いでいるのだと述べている。「スミスは自分が所属している文化は決して許されるものではなく、白人文化が他の文化に課した抑圧をなんとしても取り除かなくはならないと考えていた。その思いを表現するために黒人の文化を借用した」と二人は書き記した。
「社会の外側で彼らが私を待っている／社会の外側こそが私がいたい場所」と歌った後、レニー！とスミスは叫び、続いて歌詞の数節をレニー・レイが歌う。
ブルース・スプリングスティーンの『明日なき暴走』と『闇に吠える街』のエンジニアを務めたジミー・アイオヴィーンをプロデューサーに迎え、ニューヨークのレコード・プラント・スタジオとニュージャージー州ウェスト・オレンジのザ・ハウス・オブ・ミュージックで3枚目のアルバム『イースター』の制作が行われた。本作品もこのときに録音された。
『イースター』は1978年3月3日に発売された。「ロックン・ロール・ニガー」は、ライブ会場を模したところで詩を朗読し、しゃべり続けるアルバム5曲目の「ベイブローグ」から雪崩打つようにして入る。
発売当初から猛烈な抗議があったと言われている。主要なラジオ局では一切かからず、ライブでは人気のあった曲であったが、シングルには当然選ばれなかった。アルバムからはスプリングスティーンと共作した「ビコーズ・ザ・ナイト」がシングルカットされ、全英シングルチャートで5位、Billboard Hot 100で13位を記録し、大きなヒットとなった。
1994年の映画『ナチュラル・ボーン・キラーズ』のサウンドトラックに、音楽プロデューサーのフラッドによるリミックス・バージョンが収録された。

## エピソード
- 2015年1月15日から5月13日にかけて、村上春樹は期間限定サイト「村上さんのところ」を開設し、読者とのやりとりを掲載した。同年1月31日更新の文章で、村上は、スミスがベルリンでわざわざ村上のためにアンプラグドで2曲弾き語りをしてくれたという話を紹介。次のように述べた[5]。

- マリリン・マンソンは1995年に発表した最初のEP『Smells Like Children』の中で本作品をカバーした。